# 雾号

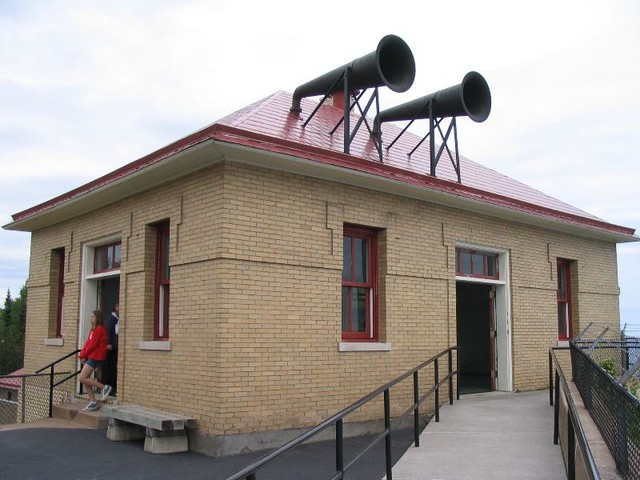
一個房屋上有兩個雾号

雾号又稱雾信号，它是一种装置，能在大雾条件下，利用声音提醒往來船隻注意航行危险，如讓船隻注意一下海岸邊的岩石，或注意一下附近存在的其他船只以避免相撞。